# Ramon Soliva Vidal
Ramón Soliva Vidal (La Torre de Cabdella, 1912 - Barcelona, 21 de febrer de 1973) va ser un polític comunista i militar català.

## Biografia
Va néixer al municipi de la Torre de Cabdella el 29 de maig de 1912, en el si d'una família de classe treballadora. Anys després la seva família va instal·lar-se a la Pobla de Segur, Soliva, electricista de professió, va treballar per a la companyia Riegos y Fuerza del Ebro. El 23 de juliol de 1936, poc després de l'esclat de la Guerra civil, va ingressar en el Partit Socialista Unificat de Catalunya (PSUC). Es va unir a les milícies del PSUC, combatent en el front d'Aragó. Posteriorment manaria la 124a Brigada Mixta i la 45a Divisió, tenint una actuació destacada en la batalla de l'Ebre. Després del final de la guerra va marxar a l'exili des de l'aeròdrom el Fondó de Monòver (Alacant) . Després de passar per un camp de presoners a Algèria aconseguí instal·lar-se a la Unió Soviètica.
Va cursar estudis a l'Acadèmia Militar Frunze, incorporant-se també a l'Exèrcit Roig amb el rang de major. Després de lluitar al Front Oriental, el 1945 fou enviat a França com a home de confiança de Dolores Ibarruri per formar part del Comitè Central del PSUC. Encarregat del partit a l'interior, el 1948 fou acusat de l'anomenada "caiguda dels 80" que suposà el desmantellament de l'Agrupació Guerrillera de Catalunya (AGC), i de mala gestió econòmica. Fou enviat novament a l'URSS, on treballaria com a obrer electricista. Durant la dècada de 1960 va estar destinat a Cuba com a assessor militar, on va tenir un paper notable en l'organització de les Forces Armades Revolucionàries de Cuba. En aquesta etapa utilitzà el nom fals de «Roberto Roca». Segons Gregorio Morán, Soliva hauria actuat d'enllaç entre el PCE, el PCUS i el PCC.
Va tornar a Espanya al començament de la dècada de 1970. Va morir a Barcelona l'any 1973.  L'Ajuntament de La Torre de Capdella li va dedicar un homenatge el 29 de juliol de 2023 que va tenir lloc al Museu Hidroelèctric de Capdella.